# Жетиген (Чуйская область)
Жетиген (кирг. Жетиген) — село в Ысык-Атинском районе Чуйской области Кыргызстана. Входит в состав Сын-Ташского айылного аймака.

## География
Село расположено на севере центральной части области, к югу от Южного Большого Чуйского канала, на расстоянии приблизительно 23 километров (по прямой) к юго-востоку от города Кант, административного центра района. Абсолютная высота — 1027 метров над уровнем моря.

## Население
Согласно оценочным данным Национального статистического комитета Кыргызской Республики, численность населения села на начало 2023 года составляла 1035 человек.
| год     | 2009 | 2014 | 2015 | 2020 | 2021 | 2023 |
| ------- | ---- | ---- | ---- | ---- | ---- | ---- |
| человек | 810  | 769  | 811  | 1008 | 1020 | 1035 |